# Ferdynand Jerzy Koburg
Ferdynand Jerzy August Koburg, niem. Ferdinand Georg August von Sachsen-Coburg-Saalfeld a. von Sachsen-Coburg-Gotha-Cohary, krypt. Hrabia von Sorbenburg, niem. Grafen von Sorbenburg (ur. 28 marca 1785 w Coburgu, zm. 27 sierpnia 1851 w Wiedniu) – niemiecki arystokrata, książę saski z dynastii Koburgów; generał kawalerii w służbie austriackiej. Wraz z żoną Marią Antoniną Koháry utworzył katolicką linię dynastii koburskiej.

## Życiorys
Ferdynand był drugim synem Franciszka (1750–1806), księcia Saksonii-Koburga-Saalfeld i jego żony Augusty (1757–1831), córki Henryka III (1724–1779), hrabiego Reuss-Ebersdorf. Miał ośmioro rodzeństwa, siostry: Zofię (1778–1835), Antoninę (1779–1824), Julię (1781–1860), Wiktorię (1786–1861), Mariannę (1788–1794) oraz braci: Ernesta (1784–1844), Leopolda (1790–1865) i Maksymiliana (1792–1793).
W 1791 wstąpił do austriackiej służby wojskowej, otrzymując stopień podporucznika. W 1798 Fryderyk Jozjasz Koburg mianował go rotmistrzem pułku dragonów. Wziął udział w wojnie V koalicji antyfrancuskiej, walcząc w bitwach pod Eggmühl, Aspern i Wagram. 15 kwietnia 1811 awansowano go na generał-majora. Podczas wojny VI koalicji antyfrancuskiej szczególnie wyróżnił się w bitwach pod Kulm i Lipskiem, za co został odznaczony Orderem Marii Teresy (1813). Został ciężko ranny w boju, co rzutowało na jego stan zdrowia w późniejszych latach. 8 maja 1822 objął dowództwo nad 2 Pułkiem Ułanów. 28 grudnia 1824 został awansowany na porucznika feldmarszałka. W 1828 przejął dowództwo 8 Pułku Huzarów. 11 czerwca 1841 został awansowany na generała kawalerii. Zmarł w Wiedniu w 1851, został pochowany na Cmentarzu Glockenberg w Coburgu.

## Krąg rodzinny
30 listopada 1815 w Wiedniu poślubił Marię Antoninę (1797–1862), córkę księcia Ferenca Józsefa Koháry’ego (1767–1826), ostatniego przedstawiciela jednego z najzamożniejszych rodów węgierskich. W związku ze ślubem przyjął katolicyzm 2 stycznia 1816 w Budzie. Po śmierci teścia, w 1827, otrzymał indygenat w Królestwie Węgier, potwierdzający prawa książęce po wygasłej rodzinie. Z małżeństwa pochodzi czworo dzieci, córka i trzech synów:
- Ferdynand (1816–1885), król-małżonek Portugalii ⚭ 1. Maria II, królowa Portugalii (1819–1853), 2. Eliza Fryderyka (1836–1929), córka Conrada Henslera;
- August (1818–1881), książę Koháry ⚭ Klementyna Orleańska (1817–1907), córka Ludwika Filipa I;
- Wiktoria (1822–1857) ⚭ Ludwik Karol Orleański (1814–1896), książę Nemours;
- Leopold (1824–1884) ⚭ Konstancja (1835–1890), córka Josepha Geigera.

## Odznaczenia
- Order św. Andrzeja (30 sierpnia 1808)
- Order św. Aleksandra Newskiego (30 sierpnia 1808)
- Order św. Jerzego, IV kl. (9 września 1813)
- Order Marii Teresy – kawaler (1809), komandor (1815)
- Order Korony Rucianej (1815)
- Order Gwelfów (1818)
- Order Ernestyński (grudzień 1833)
- Order Leopolda (15 czerwca 1835)
- Order Chrystusa (9 grudnia 1835)
- Order Wieży i Miecza (23 kwietnia 1836)
- Order Łaźni, Krzyż Komandorski (13 czerwca 1839)
- Legia Honorowa, Krzyż Wielki (maj 1840)
- Order Wierności (1843)
- Order Lwa Zeryngeńskiego (1843)
- Order Orła Czerwonego, I kl.
- Krzyż Armatni (1814)
- Odznaka za Służbę Wojskową, II kl. (?)

## Genealogia
| Prapradziadkowie                   | ks. Saksonii-Koburg-Saalfeld i Saksonii-Koburga Jan Ernest IV (1675–1729) ∞1690 Karolina Waldeck-Wildungen (1664–1695) | ks. Schwarzburga-Rudolstadt Ludwik Fryderyk I (1667–1718) ∞1691 Anna Zofia z Saksonii-Gothy-Altenburga (1670–1728) | ks. Brunszwiku-Lüneburga Ferdynand Albert I (1636–1687) ∞1667 Krystyna Wilhelmina z Hesji-Eschwege (1648–1702)       | ks. Brunszwiku-Wolfenbüttel Ludwik Rudolf (1671–1735) ∞1690 Krystyna Ludwika Oettingen (1671–1747)                   | hr. Reuss-Ebersdorf Henryk I (1662–1711) ∞1694 Erdmuta Benigna z Solms-Laubach (1670–1732)    | hr. Castell-Remlingen Wolfgang Teodoryk (1641–1709) ∞1693 Dorota z Zinzendorf (ok. 1670–po 1707) | hr. Erbach Jerzy Albrecht II Pogrobowiec (1648–1717) ∞1671 Anna Dorota Hohenlohe (1656–1724)  | hr. Stolberg-Gedern Ludwik Chrystian (1652–1710) ∞1683 Krystyna meklemburska (1663–1749)      |
| Pradziadkowie                      | ks. Saksonii-Koburg-Saalfeld Franciszek Jozjasz (1697–1764) ∞1723 Anna Zofia Schwarzburg-Rudolstadt (1700–1780)        | ks. Saksonii-Koburg-Saalfeld Franciszek Jozjasz (1697–1764) ∞1723 Anna Zofia Schwarzburg-Rudolstadt (1700–1780)    | ks. Brunszwiku-Lüneburga Ferdynand Albert II (1680–1735) ∞1712 Antonina Amalia z Brunszfiku-Wolfenbüttel (1696–1762) | ks. Brunszwiku-Lüneburga Ferdynand Albert II (1680–1735) ∞1712 Antonina Amalia z Brunszfiku-Wolfenbüttel (1696–1762) | hr. Reuss-Ebersdorf Henryk II (1699–1747) ∞1721 Zofia z Castell-Remlingen (1703–1777)         | hr. Reuss-Ebersdorf Henryk II (1699–1747) ∞1721 Zofia z Castell-Remlingen (1703–1777)            | hr. Erbach-Schönberg Jerzy August (1691–1758) ∞1719 Ferdynanda z Stolberg-Gedern (1699–1750)  | hr. Erbach-Schönberg Jerzy August (1691–1758) ∞1719 Ferdynanda z Stolberg-Gedern (1699–1750)  |
| Dziadkowie                         | ks. Saksonii-Koburg-Saalfeld Ernest Fryderyk (1724–1800) ∞1749 Zofia z Brunszfiku-Wolfenbüttel (1724–1802)             | ks. Saksonii-Koburg-Saalfeld Ernest Fryderyk (1724–1800) ∞1749 Zofia z Brunszfiku-Wolfenbüttel (1724–1802)         | ks. Saksonii-Koburg-Saalfeld Ernest Fryderyk (1724–1800) ∞1749 Zofia z Brunszfiku-Wolfenbüttel (1724–1802)           | ks. Saksonii-Koburg-Saalfeld Ernest Fryderyk (1724–1800) ∞1749 Zofia z Brunszfiku-Wolfenbüttel (1724–1802)           | hr. Reuss-Ebersdorf Henryk III (1724–1779) ∞1754 Karolina z Erbach-Schönberg (1727–1796)      | hr. Reuss-Ebersdorf Henryk III (1724–1779) ∞1754 Karolina z Erbach-Schönberg (1727–1796)         | hr. Reuss-Ebersdorf Henryk III (1724–1779) ∞1754 Karolina z Erbach-Schönberg (1727–1796)      | hr. Reuss-Ebersdorf Henryk III (1724–1779) ∞1754 Karolina z Erbach-Schönberg (1727–1796)      |
| Rodzice                            | ks. Saksonii-Koburg-Saalfeld Franciszek (1750–1806) ∞1776 Augusta Reuss-Ebersdorf (1757–1831)                          | ks. Saksonii-Koburg-Saalfeld Franciszek (1750–1806) ∞1776 Augusta Reuss-Ebersdorf (1757–1831)                      | ks. Saksonii-Koburg-Saalfeld Franciszek (1750–1806) ∞1776 Augusta Reuss-Ebersdorf (1757–1831)                        | ks. Saksonii-Koburg-Saalfeld Franciszek (1750–1806) ∞1776 Augusta Reuss-Ebersdorf (1757–1831)                        | ks. Saksonii-Koburg-Saalfeld Franciszek (1750–1806) ∞1776 Augusta Reuss-Ebersdorf (1757–1831) | ks. Saksonii-Koburg-Saalfeld Franciszek (1750–1806) ∞1776 Augusta Reuss-Ebersdorf (1757–1831)    | ks. Saksonii-Koburg-Saalfeld Franciszek (1750–1806) ∞1776 Augusta Reuss-Ebersdorf (1757–1831) | ks. Saksonii-Koburg-Saalfeld Franciszek (1750–1806) ∞1776 Augusta Reuss-Ebersdorf (1757–1831) |
| Ferdynand Jerzy Koburg (1785–1851) | | | | |                                                                                               |                                                                                                  |                                                                                               |                                                                                               |